# Pigment Orange 13
C.I. Pigment Orange 13 ist eine chemische Verbindung aus der Gruppe der Disazopigmente mit einer Pyrazolon-Kupplungskomponente.

## Geschichte
Die Verbindung wurde 1910 erfunden und kam in den 1930er Jahren als erster Vertreter dieser Stoffgruppe auf den Markt. Voraussetzung für die Synthese dieser Pigmente war die von Ludwig Knorr 1883 entdeckte Herstellung von 3-Methyl-1-phenyl-5-pyrazolon.

## Gewinnung und Darstellung
Pigment Orange 13 kann durch Diazotierung von 3,3'-Dichlorbenzidin und Kupplung auf 3-Methyl-1-phenyl-pyrazol-5-on gewonnen werden.

## Verwendung
Pigment Orange 13 wird als oranges Pigment in der grafischen Industrie in großem Umfang für alle herkömmlichen Druckverfahren verwendet. Außerdem wird die Verbindung in der Kunststoffindustrie eingesetzt eingesetzt, wenn weniger strenge Echtheitseigenschaften erforderlich sind.